# Grote Prijs Jef Scherens 2009
Il Grote Prijs Jef Scherens 2009, quarantatreesima edizione della corsa, valido come evento dell'UCI Europe Tour 2009, si svolse il 6 settembre 2009 per un percorso di 183,3 km. Fu vinto dall'olandese Sebastian Langeveld, che giunse al traguardo in 4h 16' 35" alla media di 42,86 km/h.
Furono 132 i ciclisti che portarono a termine la competizione.

## Ordine d'arrivo (Top 10)
| Pos. | Corridore           | Squadra         | Tempo    |
| ---- | ------------------- | --------------- | -------- |
| 1    | Sebastian Langeveld | Rabobank        | 4h16'35" |
| 2    | Stijn Vandenbergh   | Katusha         | s.t.     |
| 3    | Frédéric Amorison   | Landbouwkrediet | s.t.     |
| 4    | Sylvain Chavanel    | QuickStep       | a 4"     |
| 5    | Nick Nuyens         | Rabobank        | a 12"    |
| 6    | Greg Van Avermaet   | Silence         | a 18"    |
| 7    | Maxime Vantomme     | Katusha         | s.t.     |
| 8    | Gerben Löwik        | Vacansoleil     | s.t.     |
| 9    | Fabian Wegmann      | Milram          | s.t.     |
| 10   | Bert De Waele       | Landbouwkrediet | s.t.     |